# Don't Give It Up (Siobhán Donaghy)
Don't Give It Up è il primo singolo di Siobhán Donaghy estratto dal suo secondo album solista Ghosts, distribuito come download digitale il 9 aprile 2007 e fisicamente il 16 aprile 2007.
È stata la prima canzone a comparire sulla pagina Myspace dell'artista.
Il singolo ha debuttato alla posizione numero 45 nel Regno Unito e si è posizionato alla posizione numero 79 nella seconda settimana.
Il video musicale di Don't Give It Up è stato diretto da Sophie Muller, ed è stato girato in varie città tra cui Marrakech, Essaouira, El Jadida ed è stato reso disponibile ai canali musicali alla fine di febbraio.

## Tracce
Download Digitale
1. "Don't Give It Up"

EP Digitale
1. "Don't Give It Up"
2. "Givin' In"
3. "Ghosts" (Album Mix)

CD singolo
1. "Don't Give It Up"
2. "Givin' In"

12" picture disc
1. "Don't Give It Up"
2. "Don't Give It Up" (Medicine 8 Dub)

12" promo vinyl (Limitato) #1
1. "Don't Give It Up"
2. "Ghosts"

12" promo vinyl (Limitato) #2
1. "Don't Give It Up" (Medicine 8 Vocal Mix)
2. "Don't Give It Up" (Medicine 8 Dub)
3. "Don't Give It Up" (Hypnolove Dub)
4. "Don't Give It Up" (A Capella)

## Classifiche
| Classifica (2007) | Posizione |
| ----------------- | --------- |
| Regno Unito       | 45        |